# Tłuki
Tłuki (kaszb. Tłùké) – część wsi Pieszcz, mała osada, w Polsce, w województwie zachodniopomorskim, w powiecie sławieńskim, w gminie Postomino.
W latach 1975–1998 miejscowość administracyjnie należała do województwa słupskiego.